# Carl Christian Böcker
Carl Christian Böcker, född 24 maj 1786 i Vasa, död 1 maj 1841 i Åbo, var en finländsk ekonom och författare.
Carl Christian Böcker var son till Petter Elias Böcker, salpetersjuderidirektör i Österbotten, men blev efter faderns död 1791 fosterson hos kyrkoherden i Lillkyro Gabriel Rein. 1801 blev han student vid Åbo Akademi, avlade kameralexamen 1811 och juridisk examen, varpå han blev kopist i regeringskonseljens ekonomidepartement 1811. Samma år blev Böcker auskultant i Åbo hovrätt, och var 1812-14 kopist i regeringskonseljens justitiedepartement. Han var 1813-1833 förste sekreterare i Finska hushållningssällskapet, var ledamot av trädgårdsföreningen i Åbo och erhöll 1821 professors titel. Böcker var även 1834-41 medredaktör av Åbo Tidningar.